# Pałac w Cierniach
Pałac w Cierniach – nieukończony pałac w stanie ruiny w Cierniach, dzielnicy Świebodzic, który budowano w latach 1755–1758.

## Historia
Heinrich Ludwig Karl von Hochberg (zob. Hochbergowie) pragnął zbudować pałac dla swojej żony Luise Henriette Karoline von Hochberg; w 1755 roku zawarł umowę na wzniesienie gmachu z mistrzem murarskim, Wacławem Matheusem ze Świdnicy; w tymże roku położono także kamień węgielny pod budowę pałacu. Możliwe, że nowy obiekt miał zostać wzniesiony na miejscu starszej rezydencji, która mogła pochodzić z XVII wieku.
Żona pragnęła urządzić w tymże obiekcie dom dla wdów, jednak jej mąż zmarł w lipcu 1755 roku, niebawem po rozpoczęciu budowy pałacu. Nowym właścicielem inwestycji został ojciec Luise, Johann Heinrich IV von Hochberg, który kontynuował budowę i doprowadził ją do ukończenia dwóch kondygnacji. Po jego śmierci w 1758 roku budowa pałacu nie była kontynuowana.
W budynku oddalonym o kilka metrów od nieukończonej budowli w 1790 roku zatrzymał się Johann Wolfgang von Goethe, co upamiętniono tablicą z inskrypcją Hier wohnte / Goethe / nom 2-8 Aug. 1790 (pol. Tu mieszkał / Goethe / w dniach 2–8 sierpnia 1790), którą umieszczono na ścianie tegoż budynku (Świebodzice, ul. Ciernie, nr 132a). 
Ruiny nie są wpisane do rejestru zabytków województwa dolnośląskiego, figurują jednak w gminnej ewidencji zabytków.

## Architektura
Późnobarokowy budynek dwukondygnacyjny na planie prostokąta, murowany z cegły i kamienia; w ścianach zewnętrznych 60 otworów okiennych, środkowe okna zwieńczone łukiem odcinkowym.